# Georges Leekens
Georges Leekens (Meeuwen, 18 mei 1949) is een voormalig Belgisch voetbaltrainer en voetballer die jarenlang voor Club Brugge speelde als centrale verdediger. De bijnaam van Leekens luidde "Mack The Knife" omwille van zijn vlijmscherpe tackles. In 2020 zette hij een punt achter zijn trainerscarrière.

## Spelerscarrière

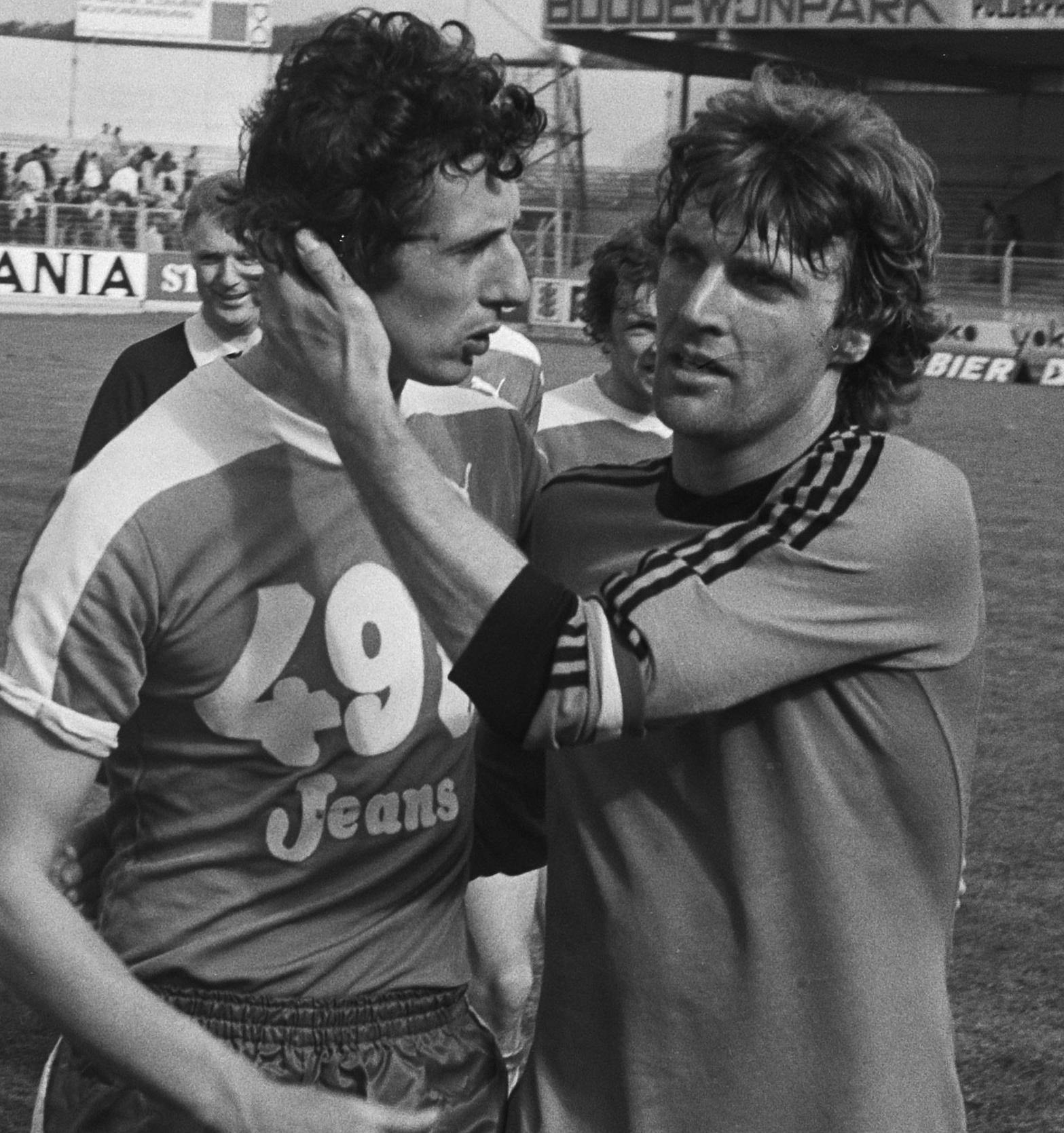
Leekens (links) en Ruud Krol in 1978.

### Beginjaren
Nadat hij zijn opleiding bij Sporting Houthalen en Dessel Sport had gekregen, begon Leekens zijn profcarrière bij Crossing Schaarbeek in 1970. Hij maakte samen met zijn broer René Leekens de overstap van Dessel Sport naar Crossing Schaarbeek. Zijn tackles groeiden uit tot zijn handelsmerk en leverden hem in die periode de bijnaam Mack the Knife op, naar het lied van Bobby Darin uit 1970 over een fictieve Londense crimineel die met een mes liep te zwaaien en ook brand stichtte. In 1972 vertrok de centrale verdediger naar het Club Brugge van trainer Leo Canjels.

### Club Brugge
Leekens stond regelmatig in de basis en groeide later onder coach Ernst Happel uit tot een titularis. Hij maakte bij Club Brugge de meest succesvolle periode van de club mee. Hij werd vijf keer landskampioen en won één keer de Beker van België. Hij bereikte ook twee Europese finales met Club, maar verloor daarin telkens van Liverpool FC. In 1981 vertrok hij, net als onder meer Fons Bastijns, René Vandereycken, Walter Meeuws en Paul Courant. Deze aderlating luidde het begin in van een mindere periode voor Club Brugge.

### Sint-Niklaas
Leekens belandde bij derdeklasser Sint-Niklaas SK en dwong meteen de promotie naar de Tweede klasse af. In 1984 veroverde de club de titel in Tweede klasse. Leekens zette na dat seizoen een punt achter zijn loopbaan als profvoetballer.

## Clubstatistieken
| Seizoen | Club                | Competitie      | Competitie | Competitie |
| Seizoen | Club                | Competitie      | Wed.       | Dlp.       |
| ------- | ------------------- | --------------- | ---------- | ---------- |
| 1967/68 | Sporting Houthalen  | Derde klasse A  | 2          | 0          |
| 1968/69 | Sporting Houthalen  | Vierde klasse B | 26         | 1          |
| 1969/70 | Dessel Sport        | Vierde klasse B | 30         | 0          |
| 1970/71 | Crossing Schaerbeek | Eerste klasse   | 30         | 0          |
| 1971/72 | Crossing Schaerbeek | Eerste klasse   | 29         | 2          |
| 1972/73 | Club Brugge         | Eerste klasse   | 29         | 1          |
| 1973/74 | Club Brugge         | Eerste klasse   | 26         | 0          |
| 1974/75 | Club Brugge         | Eerste klasse   | 37         | 0          |
| 1975/76 | Club Brugge         | Eerste klasse   | 31         | 1          |
| 1976/77 | Club Brugge         | Eerste klasse   | 31         | 1          |
| 1977/78 | Club Brugge         | Eerste klasse   | 30         | 4          |
| 1978/79 | Club Brugge         | Eerste klasse   | 30         | 0          |
| 1979/80 | Club Brugge         | Eerste klasse   | 31         | 1          |
| 1980/81 | Club Brugge         | Eerste klasse   | 33         | 0          |
| 1981/82 | Sint-Niklase SK     | Derde klasse A  | 26         | 0          |
| 1982/83 | Sint-Niklase SK     | Tweede klasse   | 19         | 0          |
| 1983/84 | Sint-Niklase SK     | Tweede klasse   | 21         | 0          |
| Totaal  | Totaal              | Totaal          | 461        | 11         |

## Trainerscarrière

### Cercle Brugge (I)
Met zijn trainerscarrière begon Leekens meteen. De kersverse trainer trok naar Cercle Brugge, de stadsrivaal van zijn gewezen club als speler. Leekens kreeg bij Cercle spelers als Wim Kooiman, Geert Broeckaert en Kari Ukkonen onder zich en gewezen ploegmaats Paul Courant en Leen Barth. Leekens loodste de voetbalvereniging naar eindwinst in de Beker van België.

### RSC Anderlecht & KV Kortrijk (I)
Leekens bleef tot 1987 bij Cercle Brugge en werd vervolgens door toenmalig manager Michel Verschueren overgehaald om naar RSC Anderlecht te verkassen. Daar werd hij de opvolger van Arie Haan. Leekens voldeed niet aan de verwachtingen, hetgeen volgens Verschueren te wijten was aan een gebrek aan ervaring als trainer. Hij werd ontslagen en Raymond Goethals nam het roer over. Na de korte passage bij Anderlecht verhuisde hij terug naar West-Vlaanderen. Leekens ging toen voor de eerste keer aan de slag bij KV Kortrijk. Hij trainde er spelers als Foeke Booy, Eddy Snelders en Lorenzo Staelens. Kortrijk eindigde als achtste in het eindklassement. Na afloop ruilde hij met Henk Houwaart van functie. De Nederlander nam Kortrijk onder zijn hoede en Leekens werd de nieuwe coach van Club Brugge.

### Club Brugge (I)
Bij Club Brugge moest Leekens doen wat hij als speler zo vaak had gedaan: de titel veroveren. In zijn eerste seizoen slaagde hij daar meteen in. Club Brugge werd kampioen, net voor grote concurrenten RSC Anderlecht en KV Mechelen. Leekens werd voor die prestatie beloond met de trofee voor Belgisch voetbaltrainer van het jaar. Een seizoen later ging Anderlecht met de titel aan de haal, maar veroverde blauw-zwart wel nog de beker. Opnieuw bleek het avontuur van korte duur te zijn. Leekens werd opgevolgd door Hugo Broos en trok zelf naar KV Mechelen.

### KV Mechelen
Mechelen was in die periode een topclub in België. Malinois had in 1988 de Europacup II veroverd en een jaar later de landstitel. De club beschikte over spelers als Michel Preud'homme, Philippe Albert en Lei Clijsters, en deed dus mee voor de titel. Maar Leekens zag hoe zijn team Europees werd uitgeschakeld door het op papier mindere PAOK Saloniki. In de competitie eindigde Mechelen net buiten de top 3. In de finale van de Beker van België zat het ook al niet mee. Mechelen verloor van Antwerp FC. Strafschoppen hadden de partij beslist. Leekens mocht opstappen en trok voor het eerst naar het buitenland.

### Trabzonspor, Cercle Brugge (II) & Charleroi
Leekens hield het in België voor bekeken. De trainer, die vaak vergezeld ging met een loshangende sjaal, werd technisch directeur bij het Turkse Trabzonspor. Hij werd er de opvolger van zijn landgenoot Urbain Braems. Lang duurde het verblijf in Turkije niet. Leekens keerde in 1993 terug naar zijn eerste club als coach: Cercle Brugge. De groen-zwarte voetbalvereniging beleefde sportief gezien geen gloriedagen. Leekens moest de club in de Eerste klasse houden en terug naar succes loodsen. Cercle eindigde op een veilige twaalfde plaats in de competitie. Leekens, die er om bekendstond nooit lang bij een club te blijven, vertrok in de zomer van 1994.
Voor de eerste keer ging hij aan de slag in Wallonië, waar hij bij Sporting Charleroi succescoach Robert Waseige verving. Leekens bleef opnieuw één seizoen, maar bleef ook ver beneden de verwachtingen. Charleroi speelde dat jaar Europees, maar werd in de eerste ronde uitgeschakeld door Rapid Boekarest.

### Moeskroen (I)
Mac the Knife bleef in Henegouwen en tekende in 1995 een contract bij Excelsior Moeskroen. De club vertoefde op dat ogenblik in de Tweede klasse en was dus een stap terug voor Leekens. Met de hulp van enkele ervaren en talentvolle spelers als Steve Dugardein, Claude Verspaille en Gordan Vidović slaagde hij er om kampioen te spelen. Moeskroen promoveerde en Leekens bleef. Hij haalde Émile Mpenza en diens broer Mbo Mpenza naar Le Canonnier en verbaasde iedereen door met Moeskroen mee te dingen naar een Europees ticket. Tijdens de winter van het seizoen 1996/97 werd Leekens aangesteld als bondscoach van België.

### Bondscoach België (I)
Hij stapte op bij Moeskroen en trok naar de nationale ploeg. Hij was er de opvolger van Wilfried Van Moer. Leekens kreeg de opdracht zich te kwalificeren voor het WK 1998. België eindigde in de zevende kwalificatiegroep net achter Nederland. Nederland plaatste zich als leider in Groep 7 zonder veel moeite voor het WK, maar België moest nog barragewedstrijden spelen. Ierland werd de tegenstander in de twee barragewedstrijden. De Rode Duivels trokken uiteindelijk aan het langste eind. De 30-jarige Luc Nilis scoorde zowel in de heen- als terugwedstrijd. Leekens mocht naar het WK.
Tijdens zijn periode als bondscoach liet hij verscheidene voetballers debuteren bij de nationale ploeg. De broers Mpenza, Gordan Vidović, Bob Peeters, Branko Strupar en Philippe Clement zijn maar enkele van de vele namen die onder Leekens debuteerden. Bovendien haalde hij ook Franky Van der Elst terug naar de Rode Duivels.
Op het WK 1998 kreeg België net als vier jaar eerder en net als tijdens de kwalificatieronde Nederland tegenover zich. België speelde in de groepsfase telkens gelijk en raakte dus niet in de volgende ronde. De WK-prestatie werd als ondermaats beschouwd, maar kostte Leekens zijn job als bondscoach niet. In augustus 1999, na een vriendschappelijke interland tegen Finland, kwam er einde aan zijn eerste termijn als bondscoach.Robert Waseige volgde hem op en Leekens zelf werd niet veel later hoofdcoach bij KSC Lokeren.

### KSC Lokeren (I)
De Oost-Vlamingen hadden Willy Reynders aan de deur gezet en Leekens aan boord gehaald. Bij Lokeren was het verlies van spits Jan Koller een groot probleem, maar Leekens slaagde er toch in om de club te laten plaatsnemen in de middenmoot. Een seizoen later werd Lokeren zelfs een outsider voor de titel. In 2001 sloot Lokeren het seizoen af op de vierde plaats, net na RSC Anderlecht, Club Brugge en Standard Luik.

### Roda JC
In de zomer opteerde hij weer voor een buitenlandse club. Leekens trok naar Nederland en werd bij Roda JC binnengehaald als de opvolger van de pas ontslagen Jan van Dijk. Maar de goede resultaten bleven uit en Roda JC eindigde op een teleurstellende dertiende plaats in het klassement. In de UEFA Cup zat het wel mee. Roda bereikte de 1/8 finale en bleek daarin een waardige tegenstander voor AC Milan. De Milanezen hadden uiteindelijk strafschoppen nodig om Roda uit te schakelen. Ondanks de succesvolle Europese campagne vertrok Leekens op het einde van het seizoen.

### Bondscoach Algerije & Moeskroen (II)
Nadien werd hij bondscoach van Algerije, maar lang duurde dat niet. Leekens trok na enkele maanden terug naar Excelsior Moeskroen. Na de dertiende plaats van het seizoen 2002/03 hoopte voorzitter Jean-Pierre Detremmerie op beterschap. Hij haalde Leekens terug naar Le Canonnier en met succes. Moeskroen werd vijfde en leverde de topschutter van het seizoen af: Luigi Pieroni. Maar zoals gewoonlijk stapte Leekens na één seizoen op. Steeds vaker werd hem het feit dat hij nooit lang bij een club bleef, verweten. In 2004 werd hij trainer van KAA Gent.

### KAA Gent & KSC Lokeren (II)
Onder het toezicht van Georges Leekens ontbolsterde Mbark Boussoufa zich volledig. De Marokkaanse voetballer presteerde goed, hetgeen hem de Gouden Schoen opleverde. Met spelers als Boussoufa, Wouter Vrancken en Dominic Foley werd Gent in 2005 zesde in de competitie. Leekens stapte niet op en bracht Gent een seizoen later naar de vierde plaats. Na het vertrek van sterkhouder Boussoufa werd er gevreesd voor een terugval, maar ook dan loodste Leekens KAA Gent naar een vierde plaats. In 2007 overtuigde Roger Lambrecht, voorzitter van Lokeren, hem om terug te keren. Leekens ging in op het voorstel. De club was net aan de degradatie ontsnapt en hoopte dat Leekens als zo vaak voor een ommekeer kon zorgen. Lokeren kende geen enorme opmars, maar vertoefde onder Leekens wel altijd op een veilige afstand van de degradatiezone. Lokeren werd twaalfde en de trainer mocht blijven. Maar het was Leekens zelf die een jaar later opnieuw zijn koffers pakte.

### Al-Hilal & KV Kortrijk (II)
Leekens ruilde Lokeren in voor Al-Hilal. De Saoedi-Arabische club stelde Leekens aan omdat hij bekendstond als een coach die op korte termijn succes kon boeken. Leekens kreeg een contract voor twee maanden, maar werd al na één maand aan de deur gezet. Het financieel lucratieve Al-Hilal zette de trainer aan de deur en Leekens zat heel even zonder baan.
In juni 2009 keerde Leekens terug naar KV Kortrijk. Keeperstrainer Philippe Vande Walle volgde in zijn zog. Kortrijk groeide uit tot een te duchten tegenstander en haalde samen met RSC Anderlecht, Club Brugge, KAA Gent, Zulte Waregem en seizoensrevelatie STVV play-off I. Kortrijk deed daarmee beter dan onder meer titelverdediger Standard Luik en KRC Genk.

### Bondscoach België (II)

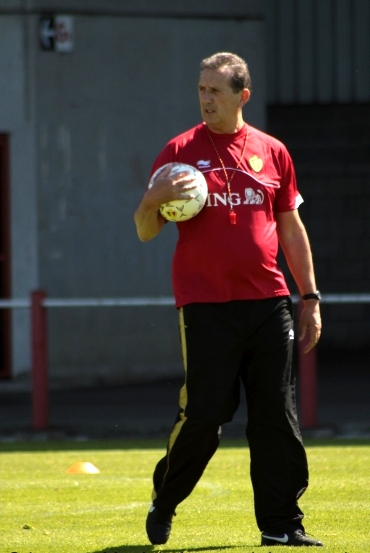
Leekens tijdens zijn tweede ambstermijn als Belgisch bondscoach (2011)

Tijdens het seizoen stapte Dick Advocaat op als bondscoach van België. Leekens, Michel Preud'homme en Eric Gerets werden genoemd als de favorieten om Advocaat op te volgen. Even leek er sprake dat de KBVB voor Leekens zou kiezen, maar die wilde zijn functie als bondscoach combineren met die van hoofdtrainer bij een club. De onderhandelingen sprongen af, maar niet veel later raakte dan toch bekend dat Leekens voltijds aan de slag zou gaan als bondscoach.
Het eerste doel van Leekens werd het EK 2012 in Polen en Oekraïne. België werd ondergebracht in de kwalificatiegroep van Duitsland, Oostenrijk, Turkije, Azerbeidzjan en Kazachstan. De Rode Duivels wisten zich in deze groep niet te plaatsen voor het EK.
Op 13 mei 2012 raakte bekend dat hij de Rode Duivels zou verlaten. Leekens verliet de nationale ploeg en keerde terug naar Club Brugge. De voetbalbond reageerde ontsteld. Zelf vindt Leekens dat hij 'meer dan gewoon een bondscoach was'.

### Club Brugge (II)
Aan het einde van het seizoen 2011/12 besloot trainer Christoph Daum er een punt achter te zetten. Club Brugge ging op zoek naar een opvolger. De namen van onder meer Ariël Jacobs, Hein Vanhaezebrouck, Peter Maes en Franky Vercauteren werden genoemd, maar men kwam uiteindelijk uit bij Georges Leekens. De gewezen speler van Club Brugge was ook al in beeld toen Adrie Koster in oktober 2011 ontslagen werd. De aanwerving van Georges Leekens vereiste dat deze zijn contract met de Belgische voetbalbond verbrak, wat aanleiding gaf tot heel wat kritiek.
Op 4 november 2012 werden Leekens en zijn assistent Rudi Verkempinck met onmiddellijke ingang ontslagen, gezien de gewenste resultaten niet werden gehaald. De algemeen manager noemde de aanstelling van Leekens een 'inschattingsfout'. Beloftencoach Philippe Clement nam de leiding over als hoofdcoach.
Volgens het bij zijn aanwerving afgesloten contract had Leekens recht op een opzegvergoeding gelijk aan de som die de volledige tijdsduur van zijn contract dekte. De pers had het over 2,5 miljoen tot zelfs 3 miljoen euro. Club Brugge liet al op 6 november weten dit bedrag voor de rechtbank te willen aanvechten, op grond van 'ondermaatse prestaties'.
Na zijn ontslag werd Leekens voetbalanalist in dienst van Sporting Telenet.

### Tunesië
Op 27 maart 2014 werd Leekens benoemd tot bondscoach van Tunesië. Even voordien was hij ook in beeld bij Togo. Leekens plaatste zich met Tunesië voor de Africa Cup. Met elf punten na drie zeges en twee gelijkspelen, was het land zeker van een plaats in de top 2 van Groep G van de kwalificatie. In juni 2015 stapte Leekens per direct op als Tunesisch bondscoach.

### KSC Lokeren (III)
Op 25 oktober 2015 werd Leekens aangesteld als trainer van KSC Lokeren. Na het plotse ontslag van Bob Peeters, werd de komst van Leekens bekendgemaakt. Lokeren eindigde dat seizoen elfde in de reguliere competitie, waardoor de club deelnam aan play-off II.
Op 26 oktober 2016 werd het contract van Leekens na onderling overleg ontbonden.

### Algerije (II)
Op 27 oktober 2016 werd Leekens opnieuw bondscoach van Algerije. Hij nam deel aan de Afrika Cup, maar Algerije werd al in de eerste ronde uitgeschakeld. Hierop nam hij op 24 januari 2017 ontslag.

### Hongarije
Eind 2017 tekende Leekens een contract als bondscoach tot Euro 2020 bij Hongarije. Deze passage bij de Hongaren verliep echter in mineur; Leekens kon géén enkele van de matchen winnen. Op 19 juni kreeg de Belg zijn C4 van de voetbalbond. Hij werd opgevolgd door de Italiaan Marco Rossi.

### Etoile Sportive du Sahel
Op 11 oktober 2018 werd bekend dat Leekens een nieuwe uitdaging aanging bij het Tunesische Etoile Sportive du Sahel. Deze samenwerking was echter van korte duur: op 26 november 2018 raakte al bekend dat Leekens werd ontslagen.

### Tractor Sazi Tabriz FC
Leekens begon op 13 januari 2019 aan zijn 26e opdracht als trainer. Bij het Iraanse Tractor Sazi FC tekende hij een contract tot het einde van het seizoen met als belangrijkste doelstelling prijzen te pakken. Op 12 mei 2020 raakte bekend dat Leekens stopte als trainer op zijn 70ste om meer tijd door te brengen met zijn familie.

## Palmares

### Als speler
| Nationaal          |    |                              |
| Belgisch kampioen  | 5x | 1973, 1976, 1977, 1978, 1980 |
| Beker van België   | 1x | 1977                         |
| Belgische Supercup | 1x | 1980                         |

### Als trainer
| Nationaal            |    |            |
| Belgisch kampioen    | 1x | 1990       |
| Beker van België     | 2x | 1985, 1991 |
| Belgische Supercup   | 1x | 1990       |
| Trainer van het Jaar | 1x | 1990       |

## Lokale politiek
In 2018 stapte Leekens in de lokale politiek. Op 4 mei maakte de lokale CD&V-afdeling van Oostkamp bekend dat Leekens de lijst zal duwen bij de verkiezingen dat jaar in oktober.  Leekens woont in Hertsberge, deelgemeente van Oostkamp en steunde hiermee de zittende burgemeester Jan de Keyser.  Bij de gemeenteraadsverkiezingen van 2018 raakte Leekens, ondanks zijn 501 stemmen, niet verkozen in de gemeenteraad van Oostkamp.